# 아달베르트 폰 프라크
아달베르트 폰 프라크 또는 프라하의 아달베르트(독일어: Adalbert von Prag, 956년경 ~ 997년 4월 23일), 성 아달베르트(체코어: Svatý Vojtěch 스바티 보이테흐[*], 라틴어: Adalbertus 아달베르투스[*])는 보헤미아의 기독교 선교사이자 기독교 성인이다. 보헤미아, 폴란드, 헝가리, 프로이센의 기독교 성인이기도 하다.

## 생애
리비체나트치들리노우에서 슬라브니크(Slavník) 가문의 아들로 태어났다. 970년부터 980년까지 약 10년 동안 마그데부르크 주교를 역임하고 있던 아달베르트(Adalbert)로부터 교육을 받았다. 981년 마그데부르크의 아달베르트 주교가 사망하면서 보헤미아로 귀환했다.
982년 프라하 주교로 임명된 뒤부터 보헤미아인, 폴란드인, 헝가리인을 상대로 기독교를 전파하는 역할을 수행했다. 989년에는 로마로 이주했고 995년에는 교황 요한 15세의 도움으로 프라하로 귀환했다. 그렇지만 보헤미아에서 일어난 슬라브니크(Slavník) 가문과 브르쇼프치(Vršovci) 가문 간의 대립으로 인해 프라하를 탈출하고 만다.
996년에는 폴란드의 볼레스와프 1세 흐로브리의 명령을 받고 프로이센인들에게 기독교를 전파하기 위해 프로이센으로 파견되었지만 997년 4월 23일 트루소(Truso, 현재의 폴란드 엘블롱크) 동부 연안에서 프로이센인들의 공격을 받으면서 순교하고 만다.
999년 교황 실베스테르 2세에 의해 기독교 성인으로 추대되었다. 그의 시신은 원래 폴란드 그니에즈노에 매장되었지만 1039년 보헤미아의 브르제티슬라프 1세 공작에 의해 프라하로 이장되었다.

## 사진

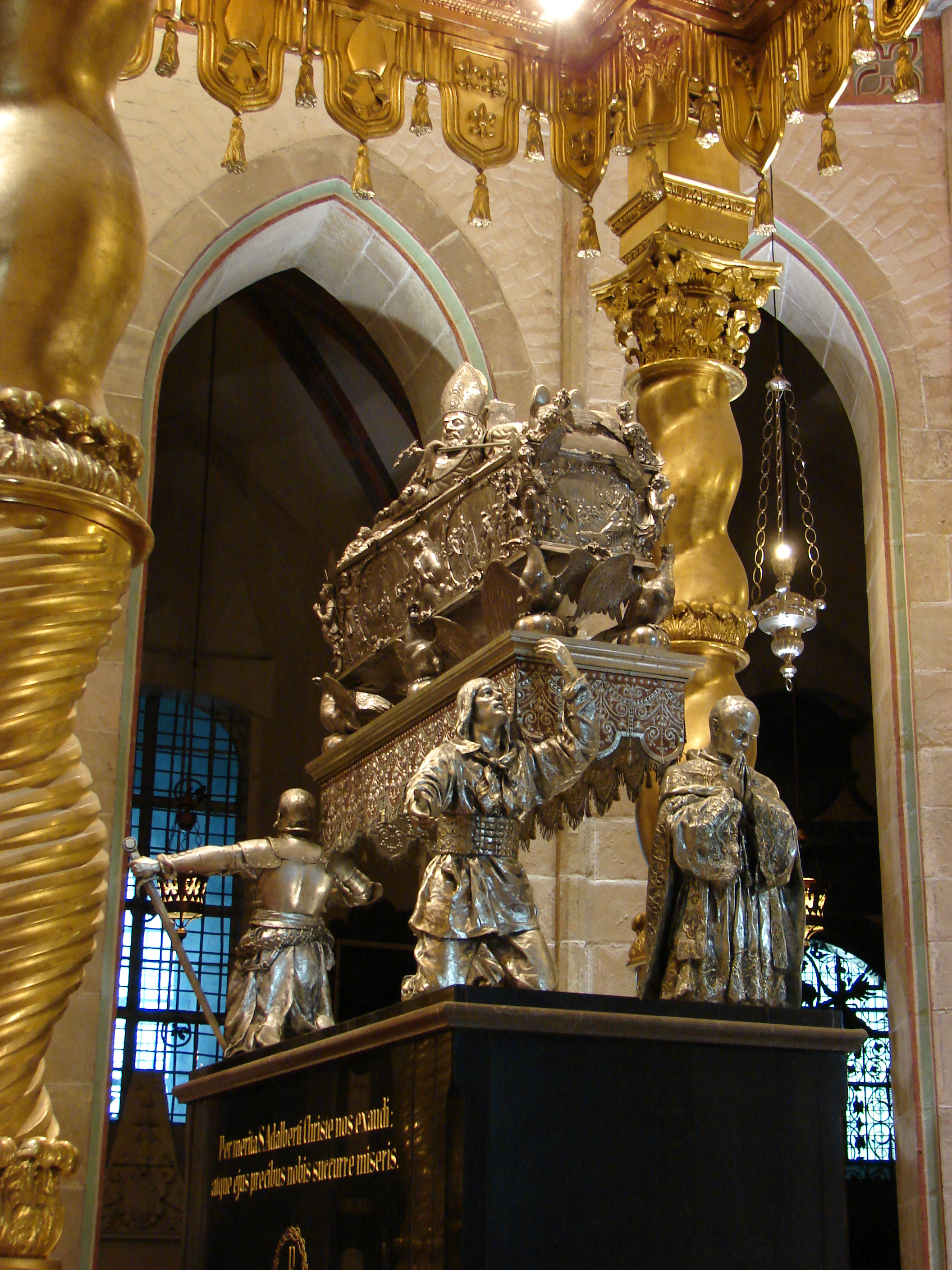
폴란드 그니에즈노 대성당에 안치된 성 아달베르트의 관